# Ministerstwo Spraw Zagranicznych (Izrael)
Ministerstwo Spraw Zagranicznych Izraela (hebr.: מִשְׂרַד הַחוּץ, Misrad ha-Chuc) – ministerstwo odpowiadające za prowadzenie polityki zagranicznej Izraela.
Mieści się w kompleksie rządowym w dzielnicy Giwat Ram w Jerozolimie.

## Ministrowie
Lista ministrów spraw zagranicznych Izraela od 1948 roku:
| Imię i nazwisko    | Początek kadencji    | Koniec kadencji      | Partia polityczna           | Uwagi                                                                          |
| ------------------ | -------------------- | -------------------- | --------------------------- | ------------------------------------------------------------------------------ |
| Mosze Szaret       | 15 maja 1948         | 18 czerwca 1956      | Mapai                       | w 1., 2., 3., 4., 5., 6. i 7. rządzie, w latach 1954–1955 jednocześnie premier |
| Golda Meir         | 18 czerwca 1956      | 12 stycznia 1966     | Mapai                       | w 7., 8., 9., 10., 11. i 12 rządzie                                            |
| Abba Eban          | 13 stycznia 1966     | 2 czerwca 1974       | Partia Pracy Koalicja Pracy | w 13., 14., 15., i 16. rządzie                                                 |
| Jigal Allon        | 3 czerwca 1974       | 19 czerwca 1977      | Partia Pracy Koalicja Pracy | w 17. rządzie                                                                  |
| Mosze Dajan        | 20 czerwca 1977      | 23 października 1979 | niezależny                  | w 18. rządzie                                                                  |
| Menachem Begin     | 23 października 1979 | 10 marca 1980        | Likud                       | w 18. rządzie, jednocześnie premier                                            |
| Icchak Szamir      | 10 marca 1980        | 20 października 1986 | Likud                       | w 18., 19., 20. i 21. rządzie, w latach 1983–1984 jednocześnie premier         |
| Szimon Peres       | 20 października 1986 | 23 grudnia 1988      | Partia Pracy                | w 22. rządzie                                                                  |
| Mosze Arens        | 23 grudnia 1988      | 12 czerwca 1990      | Likud                       | w 23. rządzie                                                                  |
| Dawid Lewi         | 13 czerwca 1990      | 13 lipca 1992        | Likud                       | w 24. rządzie                                                                  |
| Szimon Peres       | 14 lipca 1992        | 22 listopada 1995    | Partia Pracy                | w 25. rządzie, po raz drugi ministrem                                          |
| Ehud Barak         | 22 listopada 1995    | 18 czerwca 1996      | Partia Pracy                | w 26. rządzie, nie był członkiem Knesetu                                       |
| Dawid Lewi         | 18 czerwca 1996      | 6 stycznia 1998      | Geszer                      | w 27. rządzie, po raz drugi ministrem                                          |
| Binjamin Netanjahu | 6 stycznia 1998      | 13 października 1998 | Likud                       | w 27. rządzie, jednocześnie premier                                            |
| Ariel Szaron       | 13 października 1998 | 6 czerwca 1999       | Likud                       | w 27. rządzie                                                                  |
| Dawid Lewi         | 6 czerwca 1999       | 4 sierpnia 2000      | Geszer/Jeden Izrael         | w 28. rządzie, po raz trzeci ministrem                                         |
| Ehud Barak         | 4 sierpnia 2000      | 10 sierpnia 2000     | Jeden Izrael                | w 28. rządzie, po raz drugi ministrem, jednocześnie premier                    |
| Szelomo Ben Ammi   | 10 sierpnia 2000     | 7 marca 2001         | Jeden Izrael                | w 28. rządzie                                                                  |
| Szimon Peres       | 7 marca 2001         | 2 listopada 2002     | Partia Pracy                | w 29. rządzie, po raz trzeci ministrem                                         |
| Ariel Szaron       | 2 listopada 2002     | 6 listopada 2002     | Likud                       | w 29. rządzie, po raz drugi ministrem, jednocześnie premier                    |
| Binjamin Netanjahu | 2 listopada 2002     | 28 lutego 2003       | Likud                       | w 29. rządzie, po raz drugi ministrem                                          |
| Silwan Szalom      | 28 lutego 2003       | 16 stycznia 2006     | Likud                       | w 30. rządzie                                                                  |
| Cippi Liwni        | 18 stycznia 2006     | 1 kwietnia 2009      | Kadima                      | w 31. rządzie                                                                  |
| Awigdor Lieberman  | 1 kwietnia 2009      | 18 grudnia 2012      | Nasz Dom Izrael             | w 32. rządzie                                                                  |
| Binjamin Netanjahu | 18 grudnia 2012      | 11 listopada 2013    | Likud                       | w 32. i 33. rządzie, po raz trzeci ministrem, jednocześnie premier             |
| Awigdor Lieberman  | 11 listopada 2013    | 6 maja 2015          | Nasz Dom Izrael             | w 33. rządzie, po raz drugi ministrem                                          |
| Binjamin Netanjahu | 6 maja 2015          | 17 lutego 2019       | Likud                       | w 34. rządzie, po raz czwarty ministrem, jednocześnie premier                  |
| Jisra’el Kac       | 18 lutego 2019       | 17 maja 2020         | Likud                       | w 34. rządzie, p.o.                                                            |
| Gabi Aszkenazi     | 17 maja 2020         | 13 czerwca 2021      | Niebiesko-Biali             | w 35. rządzie                                                                  |
| Ja’ir Lapid        | 13 czerwca 2021      | 29 grudnia 2022      | Jest Przyszłość             | w 36.rządzie                                                                   |
| Eli Kohen          | 29 grudnia 2022      | 1 stycznia 2024      | Likud                       | w 37. rządzie                                                                  |
| Jisra’el Kac       | 1 stycznia 2024      | 5 listopada 2024     | Likud                       | w 37. rządzie, p.o.                                                            |
| Gidon Sa’ar        | 5 listopada 2024     |                      | Nowa Nadzieja               | w 37. rządzie                                                                  |